# Photonectes mirabilis
Photonectes mirabilis es una especie de pez de la familia Stomiidae en el orden de los Stomiiformes.

## Morfología
Los machos pueden llegar alcanzar los 16,4 cm de longitud total.

## Hábitat
Es un pez de mar y de aguas  subtropicales.

## Distribución geográfica
Se encuentra en el  Atlántico oriental (desde el Sáhara Occidental hasta Mauritania), el Atlántico occidental, Australia  y Papúa Nueva Guinea.